# Liste der Kulturdenkmäler in Mörsch (Frankenthal)
In der Liste der Kulturdenkmäler in Mörsch sind alle Kulturdenkmäler des Stadtteils Mörsch der rheinland-pfälzischen Stadt Frankenthal aufgeführt. Grundlage ist die Denkmalliste des Landes Rheinland-Pfalz (Stand: 15. August 2023).

## Einzeldenkmäler
| Bezeichnung                          | Lage                                                                    | Baujahr                | Beschreibung | Bild                           |
| ------------------------------------ | ----------------------------------------------------------------------- | ---------------------- | --- | ------------------------------ |
| Fischerhaus                          | Ahornstraße 4 Lage                                                      | frühes 19. Jahrhundert | eingeschossige Einfirstanlage, frühes 19. Jahrhundert                                                                                          | BW                             |
| Grabstein und Kreuz                  | Am Nußbaum, auf dem neuen Friedhof Lage                                 | ab 1725                | in der Trauerhalle: Adelsgrabstein, bezeichnet 1725; Rotsandsteinkreuz, bezeichnet 1739                                                        | BW                             |
| Friedhofskreuz                       | Frühlingstraße, auf dem alten Friedhof Lage                             | 1729                   | Sockel des alten Friedhofkreuzes, bezeichnet 1729                                                                                              | Fotos hochladen                |
| Wegekreuz                            | Hauptstraße, Ecke Kreuzstraße Lage                                      | 1883                   | Wegekreuz „Zur Erinnerung an die Überschwemmung 1883“ von E. Glückstein                                                                        | BW                             |
| Katholische Pfarrkirche Heilig-Kreuz | Hauptstraße 13 Lage                                                     | 1853/54                | romanisierender Saalbau, bezeichnet 1853/54, ortsbildprägender Turm                                                                            | weitere Bilder Fotos hochladen |
| Wohnhaus                             | Mörscher Straße 131 Lage                                                | 1920er Jahre           | villenartiges Wohnhaus mit Walmdach, 1920er Jahre                                                                                              | BW                             |
| Turmkreuz                            | Roxheimer Straße Lage                                                   | 1820                   | Turmkreuz der 1924 abgebrochenen St. Stephanskirche, Schmiedeeisen, 1820                                                                       | BW                             |
| Villa Petersau                       | nordöstlich des Ortes (Petersau 6) Lage                                 | 1867                   | stattliche zweiteilige Wohnhausanlage; Hauptbau, teilweise Fachwerk (verputzt), 1867, Architekt Oppelt                                         | BW                             |
| Hofgut Petersau                      | nordöstlich des Ortes (Petersau 7) Lage                                 | um 1775                | Vierseithof mit Sattel- und Mansarddächern, um 1775                                                                                            | BW                             |
| Bildstock                            | nordöstlich des Ortes (bei Petersau 7, neben der alten Brückwaage) Lage | 1775                   | Stele, bezeichnet 1775 | BW                             |
| Theodor-Heuss-Brücke                 | östlich des Ortes im Zuge der A 6 Lage                                  | 1941/42                | drei Flutbögen, repräsentativer Fußgängeraufgang, 1941/42 begonnen im Zuge des Baus der Reichsautobahn Mannheim–Kaiserslautern, 1950 vollendet | weitere Bilder Fotos hochladen |